# Wilhelmuspolder
De Wilhelmuspolder is een polder ten zuiden van Walsoorden, behorende tot de Polders van Hontenisse en Ossenisse.
De polder is een herdijking van een restant van de Schorren van Oud-Hontenisse, waaruit in 1612 reeds de Kruispolder ontstond. Deze herdijking vond plaats in 1644 en leverde een polder op van 78 ha.
De polder kent ongeveer 1700 m zeewerende dijk en is geheel Rijksbezit. Op 12 maart 1906 kende de polder een dijkdoorbraak. Een dag later brak ook de binnendijk door, waardoor eveneens de naastliggende polders (Zandpolder, Mariapolder en Noordhofpolder) overstroomden.